# سوسانا پاپیان
سوسانا پاپیان ( عبری: סוזנה פפיאן‎؛ ۲ مارس ۱۹۹۲) یک بازیگر تئاتر سینما و تلویزیون ارمنی‌تبار اهل اسرائیل است. وی از سال ۲۰۱۱ میلادی تاکنون مشغول فعالیت بوده است.

## زندگی‌نامه
وی در 2 مارس 1992 در یافا از والدینی به نام‌های کارینا زاخاریان (نوازنده پیانو) و واهاگ پاپیان (کارگردان موسیقی) به دنیا آمد و از استودیو بازیگری نیسان ناتیو فارغ‌التحصیل شد. 